# 君には届かない。
『君には届かない。』（きみにはとどかない）は、みかによる日本の漫画作品。男子高校生同士の恋心や葛藤を描いたボーイズラブ作品である。
『ジーンピクシブ』（KADOKAWA）にて、2018年より連載中。略称は「君ない」。2019年Pixivコミックランキング総合部門で4位、BL部門では1位となった。シリーズ累計発行部数100万部を超えた（9巻発売時点）。
2023年9月より、TBSテレビの「ドラマストリーム」枠でテレビドラマ化。

## 沿革
2018年4月13日、作者のみかが、Twitterにおいて同名の創作漫画を投稿し、以降Twitter上で掲載を続けていたが、同年9月28日に連載化が発表された。同年11月23日、大幅な加筆修正を施し『ジーンピクシブ』で連載が開始された。
2019年、2020年のWEBマンガ総選挙には入賞はできなかったもののノミネートされた。また、2020年には次にくるマンガ大賞にもノミネートされている。
ドラマCD化もされ、2019年12月13日発売の『月刊コミックジーン』1月号に付録された。2021年3月15日発売の『月刊コミックジーン』4月号ではその続きとなる第二弾のドラマCDが付録され、また同月27日発売の単行本4巻では、アニメイト限定でドラマCDが付録された。2021年11月15日発売の『月刊コミックジーン』12月号にドラマCD第三弾が付録され、同月26日にはドラマCD第一弾、第二弾の内容に加え、新規音源「ぼくらの文化祭」を収録した製品版ドラマCDが発売された。2022年7月15日発売の『月刊コミックジーン』8月号に第12話と第13話の内容が収録された第4弾、2023年3月15日発売の4月号にも第5弾が付録となった。
2023年9月より、TBSテレビにてテレビドラマが放送。

## あらすじ
平凡なカケルとイケメンなヤマトは幼馴染だが、周囲からなぜ仲良いのか分からないと言われていた。ある放課後、カケルの補習を手伝ってくれたヤマトに対し、「好きなやつとかいないの？」と質問すると、長い間の後に、「カケル」と一言。ヤマトはバイトがあると言ってその後帰ったが、カケルは「もしかしてヤマトは自分のことが好きなのか？」と気になりだした。その後の合コンや、ヤマトの家に遊びに行ったときなど、事あるごとに意識してしまうカケル。しかし、対照的に冷静さを保っているように見えていたヤマトは、実はカケルのことが好きで、内心では激しく動揺していた。

## 登場人物
声の項は、ドラマCDで演じた声優。

### 主要人物
芦屋 架（あしや かける）
声 - 小林裕介
平凡で、明るく友達も多いが、成績はいまいち。姉と双子の弟と妹がいる。鈍感。
大原 倭斗（おおはら やまと）
声 - 野島裕史
高身長、無表情で口数も少ないが、容姿や成績も良く、告白を受けることも多い。カケルのことが幼い頃から好き。

### 親族
大原 ミコト（おおはら みこと）
声 - 古賀葵
ヤマトの妹。兄の、カケルに対する想いに気が付いている。

### 同級生
藤野 孝介（ふじの こうすけ）
声 - 蒔村拓哉（ドラマCD第一弾）→　中島ヨシキ（ドラマCD第二弾以降）
カケルの友達。
横内（よこうち）
声 - 草野太一
カケルの友達。
天宮 颯一郎（あまみや そういちろう）
声 - 西山宏太朗
修学旅行でカケル、ヤマト、藤野と同じ班になる。穏やかな性格だが、寝起きがとても悪い。
保坂 唯（ほさか ゆい）
声 - 林勇
修学旅行でカケル、ヤマト、藤野と同じ班になる。ヤマトによくちょっかいを出している。

### その他
茜（あかね）
声 - 花守ゆみり
合コンでカケルと仲良くなった女子。カケルの事が気になっていた。
新田（にった）
ヤマトのバイト先の女子で、ミコトと同じクラス。

## 書誌情報

### 漫画
- みか『君には届かない。』KADOKAWA〈MFC ジーンピクシブシリーズ〉、既刊9巻（2025年2月27日現在）
  1. 2019年6月27日発売[19][20]、ISBN 978-4-04-065776-9
  2. 2019年12月26日発売[21][22]、ISBN 978-4-04-064222-2[注 1]
  3. 2020年8月27日発売[23][24]、ISBN 978-4-04-064862-0
  4. 2021年3月27日発売[25][26]、ISBN 978-4-04-680280-4
  5. 2021年11月27日発売[27]、ISBN 978-4-04-680879-0
  6. 2022年6月27日発売[28]、ISBN 978-4-04-681447-0
  7. 2023年3月27日発売[29]、ISBN 978-4-04-682150-8
  8. 2023年10月27日発売[30]、ISBN 978-4-04-682929-0
  9. 2025年2月27日発売[31]、ISBN 978-4-04-684224-4
- 『君には届かない。 公式アンソロジーコミック』KADOKAWA〈MFC ジーンピクシブシリーズ〉、2023年11月27日発売[32][33]、ISBN 978-4-04-683022-7

### 小説
- 八条ことこ（著）、みか（挿絵）、KADOKAWA〈ジーンピクシブシリーズ〉
  - 『ノベル 君には届かない。 ぼくらの文化祭』、2021年3月27日発売[25][34]、ISBN 978-4-04-680281-1
  - 『ノベル 君には届かない。　ぼくらの日常』、2024年4月26日発売[35]、ISBN 9784046835208

## ドラマCD

### キャスト（その他）
- 田中正平、稗田寧々[11]

### スタッフ
- 脚本：岡嶋心
- 原案：みか
- 制作協力：フロンティアワークス

## テレビドラマ
2023年9月27日（26日深夜）から11月15日（14日深夜）まで、TBSテレビの深夜ドラマ枠「ドラマストリーム」にて放送された。主演は前田拳太郎と柏木悠（超特急）。

### キャスト

#### 主要人物
ヤマト / 大原倭斗（おおはら やまと）
演 - 前田拳太郎（幼少期：三浦綺羅）
高校生。眉目秀麗で頭脳明晰。
カケル / 芦屋架（あしや かける）
演 - 柏木悠（超特急）（幼少期：正垣湊都）
ヤマトの同級生で幼馴染。みんなの人気者。

#### 周辺人物
藤野孝介（ふじの こうすけ）
演 - 田中偉登
カケルのよき理解者であり、明るい性格のクラスメイト。
保坂唯（ほさか ゆい）
演 - 松本怜生
ヤマトとカケルのクラスメイト。カケルとヤマト2人の関係にいち早く気がつき寄り添う。
天宮颯一郎（あまみや そういちろう）
演 - 百瀬拓実
ヤマトとカケルのクラスメイト。保坂とともに2人を見守る癒やしキャラ。
横内柚弦（よこうち ゆずる）
演 - 福嶌崇人（Hi-Fi Un!corn）
ヤマトとカケルのクラスメイト。内気ではあるが、思いやりに満ちた人物。
村セン（むらセン）
演 - 板倉俊之（インパルス）
ヤマトとカケルのクラス担任。担当科目は数学。生徒想いで熱い教師。
ミコト / 大原実琴（おおはら みこと）
演 - 紺野彩夏
ヤマトの妹。兄とカケルの関係を静かに見守る。
遠山茜（とおやま あかね）
演 - 中井友望
ヤマトたちが合コンで出会う女子高生。カケルに惹かれていく。

### スタッフ
- 原作 - みか『君には届かない。』（MFC ジーンピクシブシリーズ / KADOKAWA刊）[40]
- 脚本 - 開真理[40]
- 監督 - 泉正英[37]、棚澤孝義[37]、林雅貴[37]
- 主題歌 - Hi-Fi Un!corn「U&I」（FNC ENTERTAINMENT JAPAN）[38]
- 選曲 - 遠藤浩二
- インティマシーコーディネーター - 西山ももこ
- ロゴデザイン - 趙葵花（川谷デザイン）
- プロデューサー - 阿部愛沙美[40]
- 配信プロデューサー - 今井夏木[40]、杉山香織[40]
- 制作プロダクション - TBSスパークル[40]
- 製作 - 『君には届かない。』製作委員会[40]

### 放送日程
| 各話   | 放送日   | サブタイトル           |
| ------ | -------- | ---------------------- |
| 第1話  | 09月27日 | 好きな人は、幼馴染     |
| 第2話  | 10月04日 | これからも親友でいて…! |
| 第3話  | 10月11日 | 身勝手な想い           |
| 第4話  | 10月18日 | ずっと一緒にいたい人   |
| 第5話  | 10月25日 | 修学旅行の約束         |
| 第6話  | 11月01日 | 君との全部が大切       |
| 第7話  | 11月08日 | ちゃんと伝えたいこと…  |
| 最終話 | 11月15日 | この気持ちが届くように |

- 初回、第2話は「アジア大会 中国・杭州」に伴い5分繰り下げ、1時3分 - 1時33分に放送された。
- 第4話は前日放送の火曜ドラマ『マイ・セカンド・アオハル』拡大放送（22:00 - 23:12）のため、15分繰り下げられ、1時13分 - 1時43分に放送された。

### インターネット配信
| 配信開始月 | 配信サイト | 配信料金     | 備考                       |
| ---------- | ---------- | ------------ | -------------------------- |
| 2023年9月  | TVer       | 広告付き無料 | 見逃し配信                 |
| 2023年9月  | TBS FREE   | 広告付き無料 | 見逃し配信                 |
| 2023年9月  | Netflix    | 定額制有料   | 9月19日より1週間先行配信。 |

| TBS ドラマストリーム                     | TBS ドラマストリーム                          | TBS ドラマストリーム                            |
| 前番組                                   | 番組名                                        | 次番組                                          |
| ---------------------------------------- | --------------------------------------------- | ----------------------------------------------- |
| 埼玉のホスト （2023年7月26日 - 9月20日） | 君には届かない。 （2023年9月27日 - 11月15日） | 恋愛のすゝめ （2023年11月22日 - 2024年1月17日） |